# Centrale nucleare di Beznau
La centrale nucleare di Beznau (in tedesco Kernkraftwerk Beznau, abbreviato in KKB) si trova nel comune di Döttingen (canton Argovia, Svizzera) su di un'isola artificiale nel fiume Aar. È gestita dalle Nordostschweizerische Kraftwerke AG (NOK).
È formata da due reattori identici ad acqua pressurizzata (PWR), chiamatati Beznau 1 e 2, forniti dalla Westinghouse Electric. Ognuno è caratterizzato da una potenza termica di 1130 MW e produce 365 MW di potenza elettrica netta. Vengono raffreddati direttamente con l'acqua dell'Aar. Oltre all'elettricità, la centrale rifornisce undici comuni limitrofi con circa 150 GWh di calore attraverso un sistema di teleriscaldamento.
Beznau 1 è stato il primo reattore puramente commerciale installato in Svizzera. Nel 1957 le NOK avvertirono la necessità di costruire una nuova centrale, ma solo nel 1964 si decisero per il nucleare. La costruzione proseguì celermente e nel 1969, dopo soli quattro anni, Beznau 1 venne collegata alla rete. Nel 1971, dopo cinque anni di costruzione, anche il gemello Beznau 2 venne attivato.
La centrale possiede una licenza d'esercizio illimitata per entrambi i reattori, che comunque sottostà al soddisfacimento di tutte le esigenze legali e di sicurezza.
Una data per lo spegnimento definitivo dei reattori non è ancora stata decisa.
Il 4 dicembre 2008 Axpo (proprietaria di NOK) e BKW hanno inoltrato all'Ufficio federale dell'energia (UFE) una richiesta per la costruzione di due nuove centrali nucleari per sostituire quelle di Beznau e Mühleberg una volte che queste verranno chiuse. Le nuove strutture avrebbero dovuto essere costruite nelle medesime località ma la nuova strategia energetica della Confederazione ha bloccato la costruzione e la pianificazione di ogni nuova centrale.

## Misure di sicurezza
Dall'entrata in funzione degli impianti sono state effettuate numerose modifiche per incrementare la sicurezza. Negli anni novanta i generatori di vapore e il sistema di controllo dei reattori sono stati sostituiti. Di conseguenza vennero adattate le sale di controllo e installati nuovi controlli delle turbine. Inoltre ogni reattore venne equipaggiato da 1992 con un edificio d'emergenza in cemento armato. Esso contiene sistemi di controllo per lo spegnimento di emergenza del reattore e per l'alimentazione dei generatori di vapore, una linea elettrica d'emergenza da 50 kV e un generatore diesel. In caso di necessità questi sistemi di sicurezza possono raffreddare e spegnere la centrare anche senza intervento umano. Il rivestimento in cemento e acciaio dei reattori assicura una protezione da agenti esterni quali terremoti o schianti aerei.
Attualmente i sistemi di sicurezza più importanti sono (per ogni unità):
- doppio contenimento a sistema large dry. Il contenimento primario, che racchiude il reattore vero e proprio, è in acciaio. Il contenimento secondario è costituito dall'edificio in cemento armato di 75 cm;
- triplice sistema di sicurezza per l'iniezione d'acqua ad alta pressione nel reattore (HDSI);
- triplice sistema per l'alimentazione d'emergenza dei generatori di vapore (AFS e doppio EFS);
- tre generatores diesel
- possibilità di utilizzare fonti d'acqua esterne.

Nel 1993 sul sedime di Beznau è stato aperto un deposito intermedio per le scorie radioattive (ZWIBEZ). Esso consiste di una sala per rifiuti operativi di basso livello e una per lo stoccaggio a secco del combustibile nucleare esaurito.

## Teleriscaldamento
L'impianto fornisce teleriscaldamento per le zone circostanti.

## Eventi nucleari
Fino a giugno 2008 alla centrale nucleare di Beznau non si è verificato nessun evento operativo (INES livello 2 o maggiore).
| Anno   | Livello INES | Livello INES | Livello INES | Livello INES | Livello INES | Livello INES | Livello INES | Livello INES | Totale |
| ------ | ------------ | ------------ | ------------ | ------------ | ------------ | ------------ | ------------ | ------------ | ------ |
| Anno   | 0            | 1            | 2            | 3            | 4            | 5            | 6            | 7            | Totale |
| 2008   | 3            | 0            | 0            | 0            | 0            | 0            | 0            | 0            | 3      |
| 2007   | 7            | 1            | 0            | 0            | 0            | 0            | 0            | 0            | 8      |
| 2006   | 2            | 0            | 0            | 0            | 0            | 0            | 0            | 0            | 2      |
| 2005   | 2            | 0            | 0            | 0            | 0            | 0            | 0            | 0            | 2      |
| 2004   | 2            | 0            | 0            | 0            | 0            | 0            | 0            | 0            | 2      |
| 2003   | 4            | 0            | 0            | 0            | 0            | 0            | 0            | 0            | 4      |
| 2002   | 2            | 0            | 0            | 0            | 0            | 0            | 0            | 0            | 2      |
| 2001   | 5            | 0            | 0            | 0            | 0            | 0            | 0            | 0            | 5      |
| 2000   | 4            | 0            | 0            | 0            | 0            | 0            | 0            | 0            | 4      |
| 1999   | 5            | 0            | 0            | 0            | 0            | 0            | 0            | 0            | 5      |
| 1998   | 2            | 0            | 0            | 0            | 0            | 0            | 0            | 0            | 2      |
| 1997   | 6            | 1            | 0            | 0            | 0            | 0            | 0            | 0            | 7      |
| 1996   | 3            | 1            | 0            | 0            | 0            | 0            | 0            | 0            | 4      |
| 1995   | 3            | 0            | 0            | 0            | 0            | 0            | 0            | 0            | 3      |
| Totale | 50           | 3            | 0            | 0            | 0            | 0            | 0            | 0            | 53     |

## Cronologia
Alcuni tappe significative nella storia della centrale nucleare di Beznau:
| 23 dicembre 1964  | Autorizzazione di sito (Beznau 1)                                                |
| 2 novembre 1965   | Autorizzazione di costruzione (Beznau 1)                                         |
| 17 novembre 1967  | Autorizzazione di sito e prima autorizzazione di costruzione parziale (Beznau 2) |
| 12 maggio 1969    | Autorizzazione di messa in esercizio (Beznau 1)                                  |
| 24 dicembre 1969  | Avvio dell'esercizio commerciale (Beznau 1)                                      |
| 21 settembre 1970 | Seconda autorizzazione di costruzione parziale (Beznau 2)                        |
| 30 ottobre 1970   | Autorizzazione di esercizio illimitata (Beznau 1)                                |
| 16 luglio 1971    | Autorizzazione di messa in esercizio e di esercizio (Beznau 2)                   |
| 15 marzo 1972     | Avvio dell'esercizio commerciale (Beznau 2)                                      |
| 22 maggio 1991    | Licenza per il deposito intermedio per le scorie radioattive (ZWIBEZ)            |
| 1993              | Entrata in esercizio ZWIBEZ                                                      |
| 3 dicembre 2004   | Autorizzazione di esercizio illimitata (Beznau 2)                                |

## Caratteristiche dei reattori
| Unità    | Tipo | Potenza elettrica netta | Potenza elettrica lorda | Inizio costruzione | Raggiungimento criticità | Allacciamento alla rete | Inizio esercizio commerciale | Chiusura |
| -------- | ---- | ----------------------- | ----------------------- | ------------------ | ------------------------ | ----------------------- | ---------------------------- | -------- |
| Beznau 1 | PWR  | 365 MW                  | 380 MW                  | set. 1965          | giu. 1969                | lug. 1969               | dic. 1969                    |          |
| Beznau 2 | PWR  | 365 MW                  | 380 MW                  | gen. 1968          | ott. 1971                | ott. 1971               | mar. 1972                    |          |

Nel corso degli anni la potenza elettrica netta generata dai due reattori è stata migliorata per due volte in seguito a delle modifiche: è stata di 350 MW fino al 30 settembre 1996 e di 357 MW fino al 2 gennaio 2000.